# Championnat d'Indonésie de football 1994-1995
Navigation
Saison suivante
La saison 1994-1995 du Championnat d'Indonésie de football est la toute première édition du championnat de première division en Indonésie. La Premier Division regroupe trente-quatre équipes, réparties en deux poules géographiques où elles s'affrontent deux fois au cours de la saison, à domicile et à l'extérieur. À la fin de cette première phase, les quatre premiers de chaque groupe disputent la deuxième phase, organisée en deux poules de quatre équipes. Enfin, les deux premiers de chaque groupe prennent part à la phase finale pour le titre, disputée en demi-finales et finale en match simple. Les deux derniers de chaque groupe de première phase sont relégués et remplacés par les deux meilleurs clubs de deuxième division.
C'est le club de Persib Bandung qui remporte le championnat après avoir battu en finale le club de Petrokimia Putra.  C'est le tout premier titre de champion d'Indonésie de l'histoire du club.

## Les clubs participants
| - Pelita Jaya - Persib Bandung - Bandung Raya - Medan Jaya - Semen Padang - Persiraja Banda Aceh - Arseto Solo - Persita Tangerang - PSMS Medan - PSDS Lubuk Pakam - Mataram Putra - Persiku Kudus - Persija Jakarta - BPD Jateng - Persijatim Jakarta - PS Bengkulu - Warna Agung | - Petrokimia Putra - Pupuk Kaltim - Assyabaab SGS - Barito Putra - Gelora Dewata - Arema Malang - Mitra Surabaya - Persipura Jayapura - Persebaya Surabaya - PSM Ujung Pandang - Putra Samarinda - Persema Malang - PSIS Semarang - Persegres Gresik - Persiba Balikpapan - PSIR Rembang - PSIM Jogjakarta |

## Compétition
Le barème utilisé pour établir l'ensemble des classements est le suivant :
- Victoire : 3 points
- Match nul : 1 point
- Défaite : 0 point

### Première phase

#### Groupe Ouest
| Rang | Équipe               | Pts | J  | G  | N  | P  | Bp | Bc | Diff |
| ---- | -------------------- | --- | -- | -- | -- | -- | -- | -- | ---- |
| 1    | Pelita Jaya          | 77  | 32 | 24 | 5  | 3  | 78 | 25 | +53  |
| 2    | Persib Bandung       | 69  | 32 | 20 | 9  | 3  | 54 | 15 | +39  |
| 3    | Bandung Raya         | 67  | 32 | 19 | 10 | 3  | 68 | 26 | +42  |
| 4    | Medan Jaya           | 56  | 32 | 15 | 11 | 6  | 46 | 29 | +17  |
| 5    | Semen Padang         | 52  | 32 | 14 | 10 | 8  | 45 | 25 | +20  |
| 6    | Persiraja Banda Aceh | 52  | 32 | 14 | 10 | 8  | 37 | 41 | -4   |
| 7    | Arseto Solo          | 48  | 32 | 14 | 6  | 12 | 46 | 38 | +8   |
| 8    | Persita Tangerang    | 45  | 32 | 13 | 6  | 13 | 43 | 41 | +2   |
| 9    | PSMS Medan           | 41  | 32 | 11 | 8  | 13 | 37 | 36 | +1   |
| 10   | PSDS Lubuk Pakam     | 41  | 32 | 10 | 11 | 11 | 38 | 45 | -7   |
| 11   | Mataram Putra        | 39  | 32 | 11 | 6  | 15 | 24 | 31 | -7   |
| 12   | Persiku Kudus        | 37  | 32 | 10 | 7  | 15 | 30 | 37 | -7   |
| 13   | Persija Jakarta -3   | 35  | 32 | 11 | 5  | 16 | 42 | 51 | -9   |
| 14   | BPD Jateng           | 34  | 32 | 8  | 10 | 14 | 42 | 50 | -8   |
| 15   | Persijatim Jakarta   | 24  | 32 | 6  | 6  | 20 | 29 | 71 | -42  |
| 16   | PS Bengkulu          | 20  | 32 | 5  | 5  | 22 | 28 | 69 | -41  |
| 17   | Warna Agung          | 11  | 32 | 2  | 5  | 25 | 24 | 81 | -57  |

|  | Qualification pour la deuxième phase |
|  | Relégation en deuxième division      |

- Persija Jakarta reçoit une pénalité de trois points pour avoir déclaré forfait avant la rencontre de championnat disputée le 1er juin face à Bandung Raya.

#### Groupe Est
| Rang | Équipe             | Pts    | J  | G  | N  | P  | Bp | Bc | Diff |
| ---- | ------------------ | ------ | -- | -- | -- | -- | -- | -- | ---- |
| 1    | Petrokimia Putra   | 60     | 32 | 17 | 9  | 6  | 62 | 31 | +31  |
| 2    | Pupuk Kaltim       | 57     | 32 | 15 | 12 | 5  | 58 | 27 | +31  |
| 3    | Assyabaab SGS      | 57     | 32 | 17 | 6  | 9  | 57 | 45 | +12  |
| 4    | Barito Putra       | 56     | 32 | 17 | 5  | 10 | 51 | 31 | +20  |
| 5    | Gelora Dewata      | 54     | 32 | 15 | 9  | 8  | 50 | 27 | +23  |
| 6    | Arema Malang       | 52     | 32 | 15 | 7  | 10 | 44 | 41 | +3   |
| 7    | Mitra Surabaya     | 50     | 32 | 15 | 5  | 12 | 45 | 34 | +11  |
| 8    | Persipura Jayapura | 48     | 32 | 13 | 9  | 10 | 40 | 42 | -2   |
| 9    | Persebaya Surabaya | 46     | 32 | 12 | 10 | 10 | 45 | 40 | +5   |
| 10   | PSM Ujung Pandang  | 43     | 32 | 11 | 10 | 11 | 31 | 32 | -1   |
| 11   | Putra Samarinda    | 41     | 32 | 11 | 8  | 13 | 32 | 41 | -9   |
| 12   | Persema Malang     | 39     | 32 | 11 | 6  | 15 | 33 | 43 | -10  |
| 13   | PSIS Semarang      | 39     | 32 | 10 | 9  | 13 | 28 | 43 | -15  |
| 14   | Persegres Gresik   | 32     | 32 | 8  | 8  | 16 | 33 | 49 | -16  |
| 15   | Persiba Balikpapan | 30     | 32 | 8  | 6  | 18 | 26 | 49 | -23  |
| 16   | PSIR Rembang -3    | 21(-3) | 32 | 5  | 9  | 18 | 26 | 52 | -26  |
| 17   | PSIM Jogjakarta    | 18     | 32 | 2  | 12 | 18 | 14 | 48 | -34  |

|  | Qualification pour la deuxième phase |
|  | Relégation en deuxième division      |

- PSIR Rembang reçoit une pénalité de trois points pour avoir déclaré forfait avant la rencontre de championnat disputée le 1er juin face à PSIM Jogjakarta.

### Deuxième phase

#### Groupe A
| Rang | Équipe       | Pts | J | G | N | P | Bp | Bc | Diff |  | Résultats (▼ dom., ► ext.) | Pup | Bar | Ban | Pel |
| ---- | ------------ | --- | - | - | - | - | -- | -- | ---- |  | -------------------------- | --- | --- | --- | --- |
| 1    | Pupuk Kaltim | 5   | 3 | 1 | 2 | 0 | 3  | 2  | +1   |  | Pupuk Kaltim               |     | 0-0 | 2-1 | 1-1 |
| 2    | Barito Putra | 5   | 3 | 1 | 2 | 0 | 3  | 2  | +1   |  | Barito Putra               |     |     | 1-1 | 2-1 |
| 3    | Bandung Raya | 4   | 3 | 1 | 1 | 1 | 4  | 3  | +1   |  | Bandung Raya               |     |     |     | 2-0 |
| 4    | Pelita Jaya  | 1   | 3 | 0 | 1 | 2 | 2  | 5  | -3   |  | Pelita Jaya                |     |     |     |     |

|  | Qualification pour la phase finale |

#### Groupe B
| Rang | Équipe           | Pts | J | G | N | P | Bp | Bc | Diff |  | Résultats (▼ dom., ► ext.) | Per | Pet | Ass | Med |
| ---- | ---------------- | --- | - | - | - | - | -- | -- | ---- |  | -------------------------- | --- | --- | --- | --- |
| 1    | Persib Bandung   | 7   | 3 | 2 | 1 | 0 | 5  | 1  | +4   |  | Persib Bandung             |     | 0-0 | 3-0 | 2-1 |
| 2    | Petrokimia Putra | 5   | 3 | 1 | 2 | 0 | 5  | 2  | +3   |  | Petrokimia Putra           |     |     | 2-2 | 3-0 |
| 3    | Assyabaab SGS    | 4   | 3 | 1 | 1 | 1 | 4  | 6  | -2   |  | Assyabaab SGS              |     |     |     | 2-1 |
| 4    | Medan Jaya       | 0   | 3 | 0 | 0 | 3 | 2  | 7  | -5   |  | Medan Jaya                 |     |     |     |     |

|  | Qualification pour la phase finale |

### Phase finale

#### Demi-finales
| Équipe 1       | Résultat | Équipe 2         |
| -------------- | -------- | ---------------- |
| Pupuk Kaltim   | 0 - 1    | Petrokimia Putra |
| Persib Bandung | 1 - 0    | Barito Putra     |

#### Finale
| Équipe 1         | Résultat | Équipe 2       |
| ---------------- | -------- | -------------- |
| Petrokimia Putra | 0 - 1    | Persib Bandung |

## Bilan de la saison
| Championnat d'Indonésie de football 1994-1995 |                            |
| Champion                                      | Persib Bandung (1er titre) |
| Coupes et trophées                            |                            |
| Vainqueur de la Coupe d'Indonésie 1994-1995   | Non disputée               |
| Qualifications continentales                  |                            |
| Coupe d'Asie des clubs champions 1995-1996    | Persib Bandung             |
| Coupe des Coupes 1995-1996                    | Petrokimia Putra           |
| Promotions et relégations                     |                            |
| Promus en Premier Division                    | Persikab Bandung           |
| Promus en Premier Division                    | Persma Manado              |
| Relégués en Second Division                   | PSIR Rembang               |
| Relégués en Second Division                   | PSIM Jogjakarta            |
| Relégués en Second Division                   | PS Bengkulu                |
| Relégués en Second Division                   | Warna Agung                |